# Port-Saint-Père
Port-Saint-Père è un comune francese di 2 710 abitanti situato nel dipartimento della Loira Atlantica nella regione dei Paesi della Loira.

## Società

### Evoluzione demografica
Abitanti censiti